# Août 1803

## Événements
- France : début du second complot de Cadoudal avec la complicité de Pichegru. Le complot est déjoué et Cadoudal est exécuté le 25 juin 1804.

- 3 août : création officielle de la Société de pharmacie de Paris, future Académie nationale de pharmacie.
- 7 août : départ de Kronstadt de l'expédition navale russe de Krusenstern autour du monde. Exploration du Pacifique Nord (1803-1806)[1].
- 9 août : l'inventeur américain Robert Fulton fait naviguer le bateau à vapeur Clermont sur la Seine. Mais Napoléon ne croit pas en l'avenir de la machine à vapeur.
- 13 août : les Britanniques s’emparent d’Ahmadnâgar. Se heurtant à une résistance farouche, les forces de Arthur Wellesley remportent la bataille d'Assaye le 23 septembre[2].

## Naissances
- 7 août : Margaret Gillies, miniaturiste et aquarelliste écossaise († 20 juillet 1887).
- 10 août : Juan Manuel Cajigal y Odoardo (mort en 1856), mathématicien et homme politique vénézuélien.

## Décès
- 24 août : 
  - Gregorio Fontana (né en 1735), mathématicien italien.
  - Francis Page, homme politique britannique (° 1726).